# Словянка
Словянка (рум. Sloveanca) — село в Сынжерейском районе Молдавии. Наряду с селом Балашешты входит в состав коммуны Балашешты.

## География
Село расположено на высоте 123 метров над уровнем моря.

## Население
По данным переписи населения 2004 года, в селе Словянка проживает 708 человек (362 мужчины, 346 женщин).
Этнический состав села:
| Национальность | Число жителей | Процентный состав |
| -------------- | ------------- | ----------------- |
| молдаване      | 677           | 95.62             |
| румыны         | 23            | 3.25              |
| русские        | 5             | 0.71              |
| украинцы       | 1             | 0.14              |
| прочие         | 2             | 0.28              |
| Всего          | 708           | 100%              |